# 平野小剣

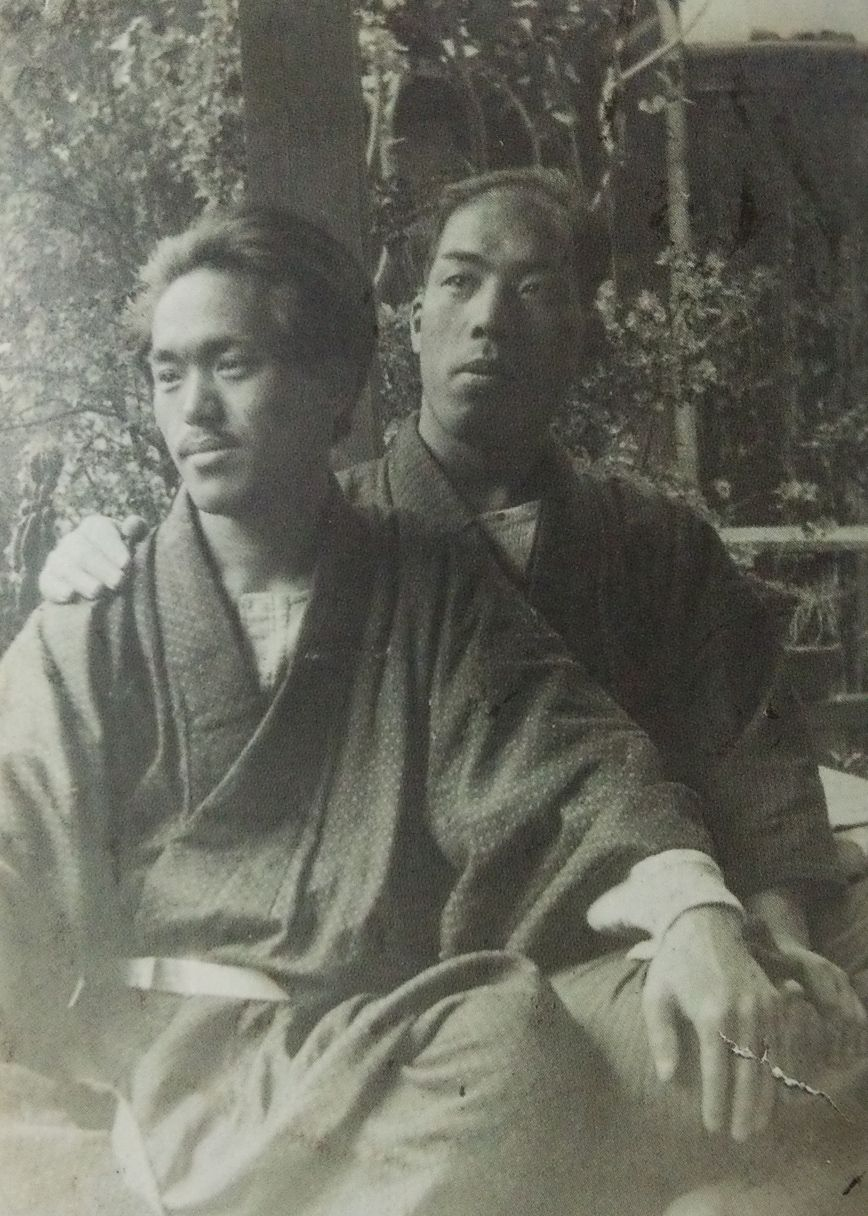
平野小剣 (左) と駒井喜作 (右)

平野 小剣（ひらの しょうけん、1891年9月13日 - 1940年10月25日）は、福島県福島市出身の社会運動家。水平運動家・アナキストから国家主義者に転じた。平野小劔とも表記。別名、栃木小剣。

## 経歴
福島県信夫郡浜辺村大字腰浜字代町（現・福島市腰浜町）の被差別部落に出生名・栃木重吉として生まれる。生家は肉屋。尋常小学校卒業後、1904年春に兄を頼って上京し、印刷会社に文選工として採用される。1910年春から博文館に勤務。1912年春に失恋したことから社会運動の道に入り、立憲労働党に拠って労働者の普選運動を展開。1917年、叔父の長女の平野ケンと結婚して平野姓となる。
1921年9月、同愛会創立大会にて部落民宣言をおこなう。1922年3月、全国水平社創立に参加。水平社宣言の「綱領」の第一と第二を手がけた。衡平社運動との交流を担当していたが、1924年12月、警視庁のスパイ遠島哲男から金を受け取って全国水平社の内部情報を提供していたとされる問題により、全国水平社から除名処分を受ける。1925年、世良田村事件に対する救援金や事件収拾方針をめぐる問題により、関東水平社からも除名される。除名中の身ながら、全国水平社青年連盟や解放連盟の結成で指導的な役割を果たした。1927年、ケンと離縁し栃木姓に戻る。
1927年から国家主義者に転じ、1929年には全関東水平社甦生連盟を結成。1932年には全関東部落民全体会議を結成。この間、国粋民衆党の関係団体である内外更始倶楽部の幹部となって中国や朝鮮で大陸浪人生活を送り、1931年の柳条湖事件に関与。
1933年、『日刊中外通信』主幹兼企画部長に就任。1934年、天皇機関説排撃運動の急先鋒に立つ。1938年3月、関東水平社解散式で解散宣言を朗読。
1940年10月25日急性肺炎のために東京市牛込区の自宅で死去。

## 係累
甥の栃木勇吾は関東水平社福島支部の創立者の一人。